# Dibenzotiepin
Dibenzotiepini su hemijska jedinjenja koja su derivati tiepina sa dva benzo prstena.
Primer ovih jedinjenja su dotiepin, metiotepin i zotepin.